# Chrysiptera caesifrons
Chrysiptera caesifrons là một loài cá biển thuộc chi Chrysiptera trong họ Cá thia. Loài này được mô tả lần đầu tiên vào năm 2015.

## Từ nguyên
Từ định danh caesifrons được ghép bởi hai âm tiết trong tiếng Latinh, caesius ("xanh lam xám") và frons ("trán"), hàm ý đề cập đến vùng màu xanh xám sẫm (gần như đen) ở mõm ngược ra sau lưng và một phần thân trên của loài cá này.

## Phạm vi phân bố và môi trường sống
C. caesifrons được ghi nhận tại đảo Halmahera và Tây Papua (Indonesia); phía đông Papua New Guinea, bao gồm quần đảo Admiralty, New Britain và các quần đảo trong tỉnh Milne Bay; quần đảo Solomon; Vanuatu; Nouvelle-Calédonie và rạn san hô Great Barrier (Úc).
C. caesifrons sống ở khu vực có nền đáy đá và nhiều sóng biển, độ sâu đến ít nhất là 8 m.

## Mô tả
Chiều dài lớn nhất được ghi nhận ở C. caesifrons là 6 cm. C. caesifrons có màu vàng nhạt, gần như trắng; vùng mõm, đầu và phía trước của thân trên có màu xanh xám (sẫm hơn ở cá trưởng thành), lan rộng đến các gai vây lưng. Nhiều chấm li ti màu xanh lam tập trung ở đầu và thân. Các vây màu vàng nhạt, riêng vây ngực trong suốt không màu và vây lưng có thêm hai sọc ngang màu xanh lam.
Số gai ở vây lưng: 13; Số tia vây ở vây lưng: 12–14; Số gai ở vây hậu môn: 2; Số tia vây ở vây hậu môn: 12–14; Số gai ở vây bụng: 1; Số tia vây ở vây bụng: 5; Số tia vây ở vây ngực: 16–18; Số lược mang: 16–19; Số vảy đường bên: 16–18.

## Phân loại học
C. caesifrons và Chrysiptera chrysocephala nằm cùng một nhóm phức hợp loài với Chrysiptera rex, nhưng C. caesifrons và C. rex là hai loài chị em có quan hệ gần nhất.

## Sinh thái học
Thức ăn của C. caesifrons có thể là động vật phù du. Chúng sống đơn độc hoặc bơi thành từng nhóm nhỏ.